# 山中町
山中町（やまなかまち）は、かつて石川県江沼郡に属していた町。山中温泉・山中塗・九谷焼などで知られた。
2005年（平成17年）10月1日に、旧・加賀市と新設合併して加賀市となった。住所は加賀市山中温泉となり、江沼郡も消滅した。

## 地理

### 地形
- 山
  - 大日山 (1368m)
  - 冨士写ヶ岳（ふじしゃがだけ） - 学校遠足やハイキングにも利用される町民の身近な山である。地元 山中中学校の校歌にも「富士写す高嶺仰ぎて」とうたいこまれている。
- 河川
  - 大聖寺川
  - 動橋川
- 湖沼
  - 富士写湖（ふじしゃのうみ）、（我谷ダム）
  - 五彩湖（ごさいのうみ)、（九谷ダム）

### 隣接していた自治体
- 石川県
  - 加賀市
  - 小松市
- 福井県
  - 勝山市
  - あわら市
  - 坂井郡 ： 丸岡町

## 歴史

### 沿革
- 1889年（明治22年）4月1日：町村制の施行により、江沼郡山中村の区域をもって、江沼郡山中村が発足する。
- 1913年（大正2年）2月13日 : 江沼郡山中村が町制施行して、江沼郡山中町となる。
- 1955年（昭和30年）4月1日：江沼郡山中町、西谷村、河南村及び東谷奥村が合併して、改めて江沼郡山中町が発足する。
- 1960年（昭和35年）7月1日：一部の地区を加賀市に編入する。
- 2005年（平成17年）9月25日：加賀市との合併に向けて閉町式が行われた。
- 2005年（平成17年）9月30日：閉庁式が行われた。
- 2005年（平成17年）10月1日：加賀市及び江沼郡山中町が合併して、改めて加賀市が発足する。

### 主な出来事
- 1947年（昭和22年）10月26日 - 昭和天皇の戦後巡幸。国立山中病院において患者らの慰問が行われた[1]。

## 行政

### 町長
| 歴代山中村長                   | 歴代山中村長 | 歴代山中村長 | 歴代山中村長               | 歴代山中村長               | 歴代山中村長 |
| 代                             | 人           | 氏名         | 就任                       | 退任                       | 備考         |
| ------------------------------ | ------------ | ------------ | -------------------------- | -------------------------- | ------------ |
| 1                              | 1            | 長田忠蔵     | 1889年（明治22年）5月9日   | 1893年（明治26年）5月8日   |              |
| 2                              | 1            | 長田忠蔵     | 1893年（明治26年）5月20日  | 1897年（明治30年）5月1日   |              |
| 3                              | 1            | 長田忠蔵     | 1897年（明治30年）6月3日   | 1899年（明治32年）         |              |
| 4                              | 2            | 中村矢一     | 1900年（明治33年）2月5日   | 1900年（明治33年）5月11日  |              |
| 5                              | 3            | 高橋清吉     | 1900年（明治33年）5月13日  | 1900年（明治33年）9月5日   |              |
| 6                              | 4            | 中曾根治郎   | 1900年（明治33年）9月5日   | 1901年（明治34年）11月2日  |              |
| 7                              | 5            | 南保与七郎   | 1901年（明治34年）11月7日  | 1905年（明治38年）3月30日  |              |
| 8                              | 6            | 塚田久       | 1905年（明治38年）5月4日   | 1907年（明治40年）8月28日  |              |
| 9                              | 6            | 塚田久       | 1908年（明治41年）5月11日  | 1909年（明治42年）4月9日   |              |
| 10                             | 7            | 吉田有格     | 1909年（明治42年）9月10日  | 1911年（明治44年）5月31日  |              |
| 11                             | (6)          | 塚田久       | 1912年（大正元年）10月28日 | 1913年（大正2年）2月12日   |              |
| 歴代山中町長（1913年ー1955年） |              |              |                            |                            |              |
| 代                             | 人           | 氏名         | 就任                       | 退任                       | 備考         |
| 1                              | 1            | 塚田久       | 1913年（大正2年）2月13日   | 1916年（大正5年）4月22日   |              |
| 2                              | 2            | 山下文平     | 1916年（大正5年）10月12日  | 1920年（大正9年）8月9日    |              |
| 3                              | 3            | 近江丘八     | 1920年（大正9年）8月21日   | 1924年（大正13年）8月20日  |              |
| 4                              | 3            | 近江丘八     | 1924年（大正13年）9月2日   | 1927年（昭和2年）7月30日   |              |
| 5                              | 4            | 新家熊吉     | 1927年（昭和2年）10月31日  | 1929年（昭和4年）5月15日   |              |
| 6                              | 5            | 小川又三郎   | 1929年（昭和4年）5月16日   | 1929年（昭和4年）6月6日    |              |
| 7                              | 6            | 清水虎吉     | 1929年（昭和4年）6月6日    | 1932年（昭和7年）1月23日   |              |
| 8                              | 7            | 山本外茂次郎 | 1932年（昭和7年）2月15日   | 1932年（昭和7年）9月14日   |              |
| 9                              | 7            | 山本外茂次郎 | 1932年（昭和7年）9月15日   | 1934年（昭和9年）11月12日  |              |
| 10                             | 8            | 山崎又一     | 1934年（昭和9年）11月13日  | 1938年（昭和13年）11月12日 |              |
| 11                             | 9            | 越後兼松     | 1939年（昭和14年）3月2日   | 1943年（昭和18年）3月1日   |              |
| 12                             | 9            | 越後兼松     | 1943年（昭和18年）3月2日   | 1946年（昭和21年）11月11日 |              |
| 13                             | 10           | 吉本久七     | 1947年（昭和22年）4月5日   | 1951年（昭和26年）4月4日   |              |
| 14                             | 11           | 田向一太郎   | 1951年（昭和26年）4月23日  | 1955年（昭和30年）3月31日  |              |
| 歴代山中町長（1955年ー2005年） |              |              |                            |                            |              |
| 代                             | 人           | 氏名         | 就任                       | 退任                       | 備考         |
| 1                              | 1            | 尾野彦次郎   | 1955年（昭和30年）5月5日   | 1959年（昭和34年）5月4日   |              |
| 2                              | 1            | 尾野彦次郎   | 1959年（昭和34年）5月5日   | 1963年（昭和38年）5月4日   |              |
| 3                              | 1            | 尾野彦次郎   | 1963年（昭和38年）5月5日   | 1967年（昭和42年）5月4日   |              |
| 4                              | 2            | 桂田又作     | 1967年（昭和42年）5月5日   | 1971年（昭和46年）5月4日   |              |
| 5                              | 3            | 山田耕造     | 1971年（昭和46年）5月5日   | 1975年（昭和50年）5月4日   |              |
| 6                              | 3            | 山田耕造     | 1975年（昭和50年）5月5日   | 1979年（昭和54年）5月4日   |              |
| 7                              | 3            | 山田耕造     | 1979年（昭和54年）5月5日   | 1983年（昭和58年）5月4日   |              |
| 8                              | 4            | 上出弘       | 1983年（昭和58年）5月5日   | 1987年（昭和62年）5月4日   |              |
| 9                              | 4            | 上出弘       | 1987年（昭和62年）5月5日   | 1991年（平成3年）5月4日    |              |
| 10                             | 4            | 上出弘       | 1991年（平成3年）5月5日    | 1995年（平成7年）5月4日    |              |
| 11                             | 4            | 上出弘       | 1995年（平成7年）5月5日    | 1999年（平成11年）5月4日   |              |
| 12                             | 5            | 田中實       | 1999年（平成11年）5月5日   | 2003年（平成15年）5月4日   |              |
| 13                             | 5            | 田中實       | 2003年（平成15年）5月5日   | 2005年（平成17年）9月30日  |              |

- 町長 - 田中 實（たなか・みのる）閉町後は加賀市の副市長を務めた。

## 経済

### 産業
- 主な産業
  - 自転車、オートバイのリムの製造
  - 山中塗
  - 観光業

### 主な事業所
- 新家工業山中工場 - 新家工業の創業地。鋼管や自転車リムの製造など。
- 月星製作所 - 自動車、オートバイ用部品の製造など。
- 加南信用金庫 - 現・金沢信用金庫。2000年に合併。

## 学校教育

### 中学校
- 山中町立 （2校）
  - 山中中学校
    - ひばりヶ丘分校 （山中温泉医療センター内）

### 小学校
- 山中町立 （4校）
  - 山中小学校
    - ひばりヶ丘分校 （山中温泉医療センター内）

  - 河南小学校
  - 菅谷小学校

## 交通

### 鉄道
町内を鉄道路線は通っていない。最寄り駅は、JR西日本北陸本線加賀温泉駅。

### バス
- 加賀温泉バス（北陸鉄道グループ）

### 道路
- 高速道路
  - なし（最寄は北陸自動車道丸岡IC、加賀IC）

- 一般国道
  - 国道364号

- 県道
  - 主要地方道
    - 石川県道11号小松山中線
    - 石川県道39号山中伊切線

  - 一般県道
    - 石川県道153号我谷今立塔尾線

- 道の駅
  - 山中温泉 ゆけむり健康村

## 名所・旧跡・観光スポット

### 名所・旧跡
- 鶴仙渓
- 栢野の大杉
- 水無山

### 温泉
- 山中温泉

### 文化・娯楽
- 山中温泉文化会館
- 山中映劇昭和館 - 映画館

## 出身有名人
- 辻政信 - 軍人、参議院議員
- 辻正行 - 指揮者
- 道場六三郎 - 料理人
- 川北良造 - 木工芸家
- 木村泰子 - 陸上選手
- 吉井丈絵 - 俳優
- 今村顕史 - 医師 (感染症専門医)
- 淺山金五郎 ‐ 実業家

## ゆかりの人物
- 佐々木守 - 町内菅谷町に在住。その間に山中温泉が舞台のテレビドラマ『こおろぎ橋』のシナリオなどを執筆。また、ケーブルテレビ会社を設立し、社長に就任した。2002年に完成した温泉複合施設「山中座」の館長をも務めた。